# Parque nacional Skuleskogen
El parque nacional Skuleskogen (en sueco: Skuleskogens nationalpark, literalmente Parque Nacional del Bosque de Skule) es un parque nacional sueco situado en el condado de Västernorrland, en la costa del Mar Báltico, en el norte de Suecia. Abarca 30,62 km² y constituye la parte oriental del bosque de Skule.
El parque se caracteriza por una topología muy accidentada con muchos picos rocosos, de los cuales el más alto es Slåttdalsberget, de 280 m de altitud, que se eleva directamente desde el mar. La topografía también está marcada por la presencia de profundas grietas y cuevas. Esta topología particular se encuentra en toda la Costa Alta (en sueco: Höga kusten), una región de Suecia llamada así porque constituye la sección más alta de la costa del mar Báltico. Esta región es conocida en la actualidad principalmente por ser un lugar privilegiado para la observación del fenómeno del rebote postglacial. La mayor parte de la región estaba bajo el mar hace menos de 10.000 años, después de que se derritiera la capa de hielo que la cubría. Pero gracias al derretimiento de esta masa de hielo que la presionaba, el suelo se eleva año tras año, a una velocidad actual de 8 mm (0,31 pulgadas) por año.
Los humanos han dejado su huella en el parque, aunque probablemente nunca se establecieron allí en gran número. A lo largo del antiguo litoral aún se pueden ver numerosos cairns funerarios de la Edad de Bronce. Más tarde, el bosque se utilizó principalmente como pasto. Las cosas cambiaron a mediados del siglo XIX, cuando la industria maderera se extendió por toda Suecia, afectando a casi todo el bosque del parque. Sin embargo, esta explotación cesó a finales de ese siglo, por lo que en el bosque actual predominan los árboles de más de 100 años. Este bosque ha podido recuperar así una parte de su riqueza ancestral, por lo que contiene una importante fauna y flora, con varias especies en peligro de extinción, como el liquen Usnea longissima, que es el símbolo del parque. Esta riqueza geológica y biológica condujo a la creación de un parque nacional en 1984, y a que el año 2000 se incluyera el parque con el resto de la Costa Alta en la lista del Patrimonio Mundial de la UNESCO
En la actualidad, a pesar de estar alejado de zonas de densa población humana, el parque es un lugar relativamente importante para el turismo, con 20.000 visitantes al año. La principal atracción del parque es la grieta de 40 m de profundidad de Slåttdalskrevan, a la que se puede acceder fácilmente por numerosas rutas de senderismo, entre ellas la de Höga Kustenleden, que recorre toda la Costa Alta.

## Geografía

### Ubicación y límites
El parque nacional de Skuleskogen se encuentra en los municipios de Örnsköldsvik y Kramfors, ambos del condado de Västernorrland, en la histórica provincia sueca de Ångermanland. Se encuentra a 27 kilómetros al sur de la ciudad de Örnsköldsvik y a 40 kilómetros al norte de la ciudad de Kramfors, las respectivas capitales de los municipios mencionados. Tiene una superficie de 3.062 hectáreas, de las que 282 son marítimas ya que el parque se extiende, de hecho, a lo largo de la costa del mar Báltico.

### Topografía

Mapa del parque

El parque está incluido en la región denominada Costa Alta, una zona de relieve muy accidentado, que forma un paisaje de valles conjuntos (en sueco: sprickdalslandskap): un paisaje surcado por muchos valles pequeños formados por la erosión de fisuras y fallas en el lecho rocoso. La Costa Alta se define generalmente como la parte de la costa oriental de Suecia situada entre las ciudades de Härnösand y Örnsköldsvik. El nombre de esta región se debe a que es la sección más alta de la costa del mar Báltico, con numerosas cumbres que se elevan desde el mar hasta alcanzar altitudes de 200 a 250 metros. Este terreno escarpado se extiende incluso bajo la superficie del mar; así, es en esta región donde se encuentra el punto más profundo del mar de Botnia, Ulvödjupet, con una profundidad de 293 metros. El parque propiamente dicho abarca la parte oriental del bosque de Skule, caracterizado por un terreno que forma una especie de muro que separa el norte del sur.

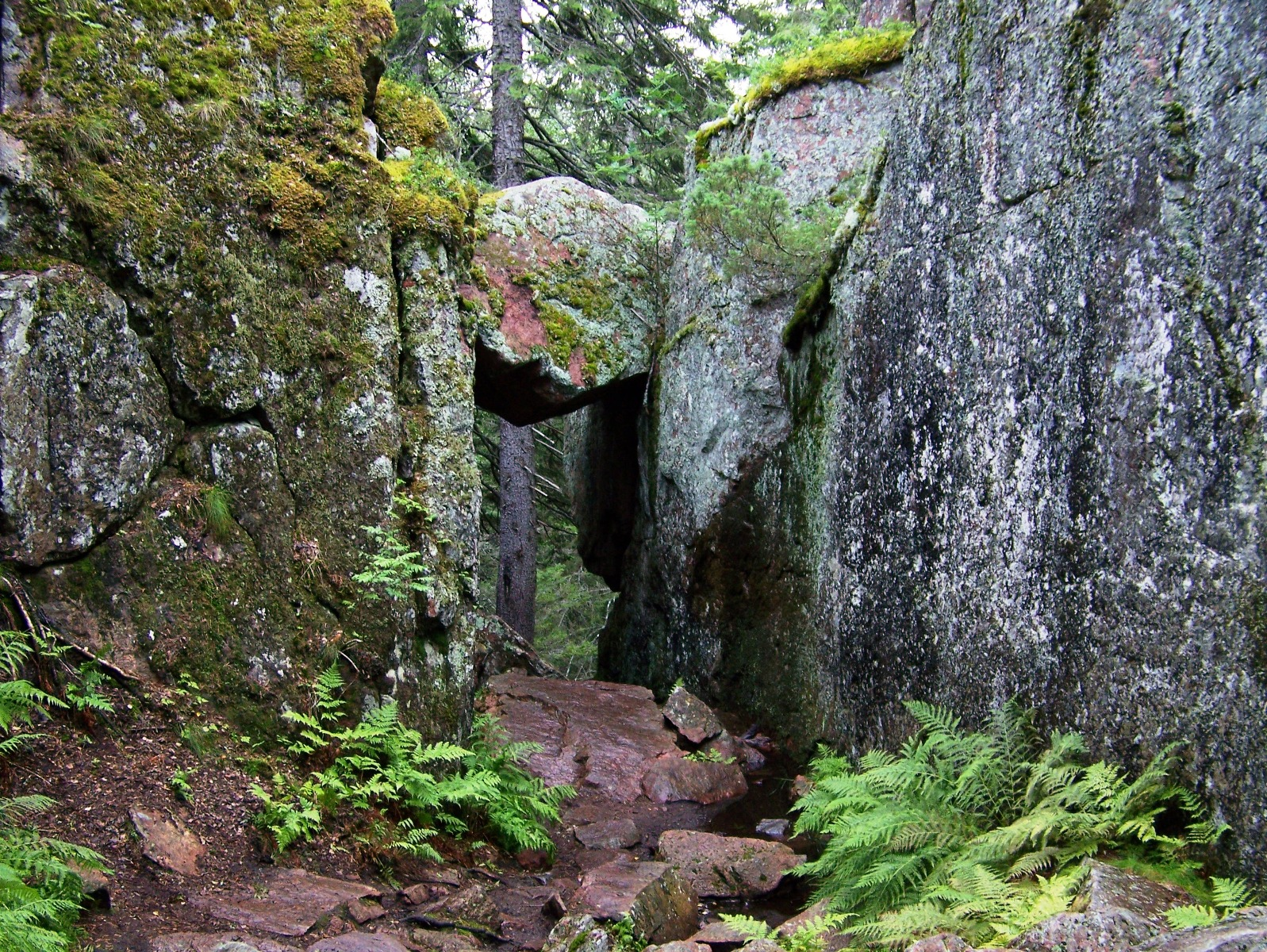
Trollporten ("Puerta de los Trolls"), en el parque

La topografía del parque se caracteriza por estos pequeños valles (sprickdal), algunos de los cuales adoptan incluso el aspecto de grietas verticales, siendo el más impresionante Slåttdalskrevan (40 metros de profundidad, 200 metros de longitud y 8 metros de anchura), pero también es significativo Trollporten (la "Puerta de los Trolls"), una pequeña grieta célebre por la roca que descansa en su parte superior. Otro elemento característico es la presencia de muchas cuevas, aunque la más famosa, Skulegrottan, en la montaña Skuleberget, no está dentro del parque. El pico más alto del parque es Slåttdalsberget, con 280 metros de altitud.

### Clima
El parque nacional está bañado por un clima subártico (Dfc según la clasificación de Köppen). La influencia marítima explica que sus principios de veranos sean más fríos que en el interior, pero sus otoños son, en cambio, más suaves La topografía provoca importantes variaciones locales. El clima es húmedo, con unos 700 milímetros de precipitación al año, de los cuales más de un tercio en forma de nieve, formando un manto de nieve que dura una media de 175 días. La primavera es la estación más seca, y en algunos años esta relativa sequedad tiene importantes consecuencias para el medio ambiente, sobre todo porque la delgadez del suelo retiene mal la humedad. En las regiones en las que la lluvia ácida afecta con más fuerza, las encuestas indican que la situación está mejorando, ya que el pH de las precipitaciones aumenta suavemente.

### Hidrología

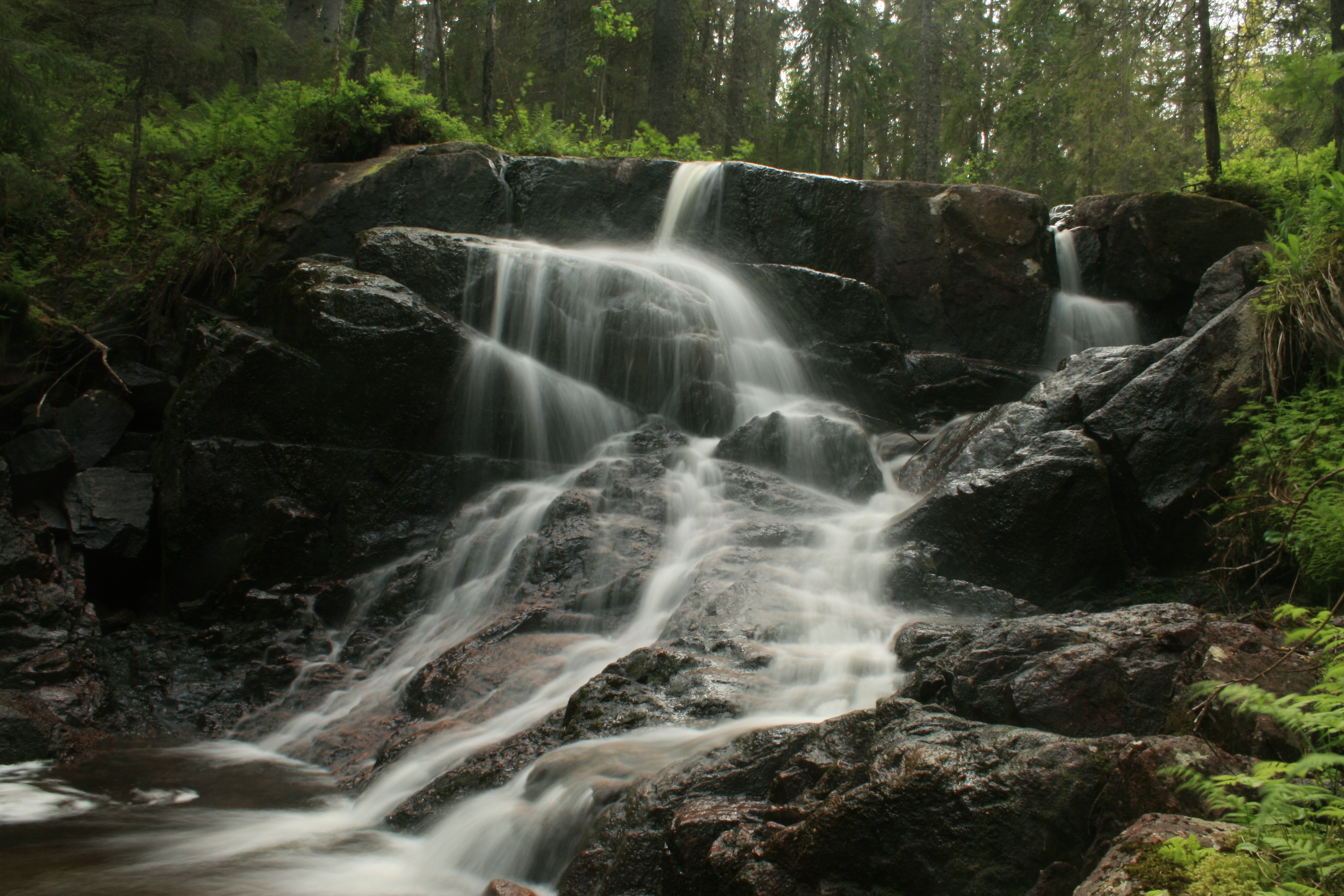
Pequeña cascada en el arroyo Skravelbäcken

Numerosos arroyos atraviesan el parque y alimentan muchos lagos. Los principales lagos son Tärnättvattnen (7,9 hectáreas) y Stocksjön (6,1 hectáreas), pertenecientes a la cuenca de los arroyos Skravelbäcken y Långtjärnen (3,9 hectáreas), perteneciente a la cuenca del arroyo Nylandsbäcken. Una parte no despreciable del parque (125 hectáreas) está formada por turberas.

## Geología

### Roca de fondo

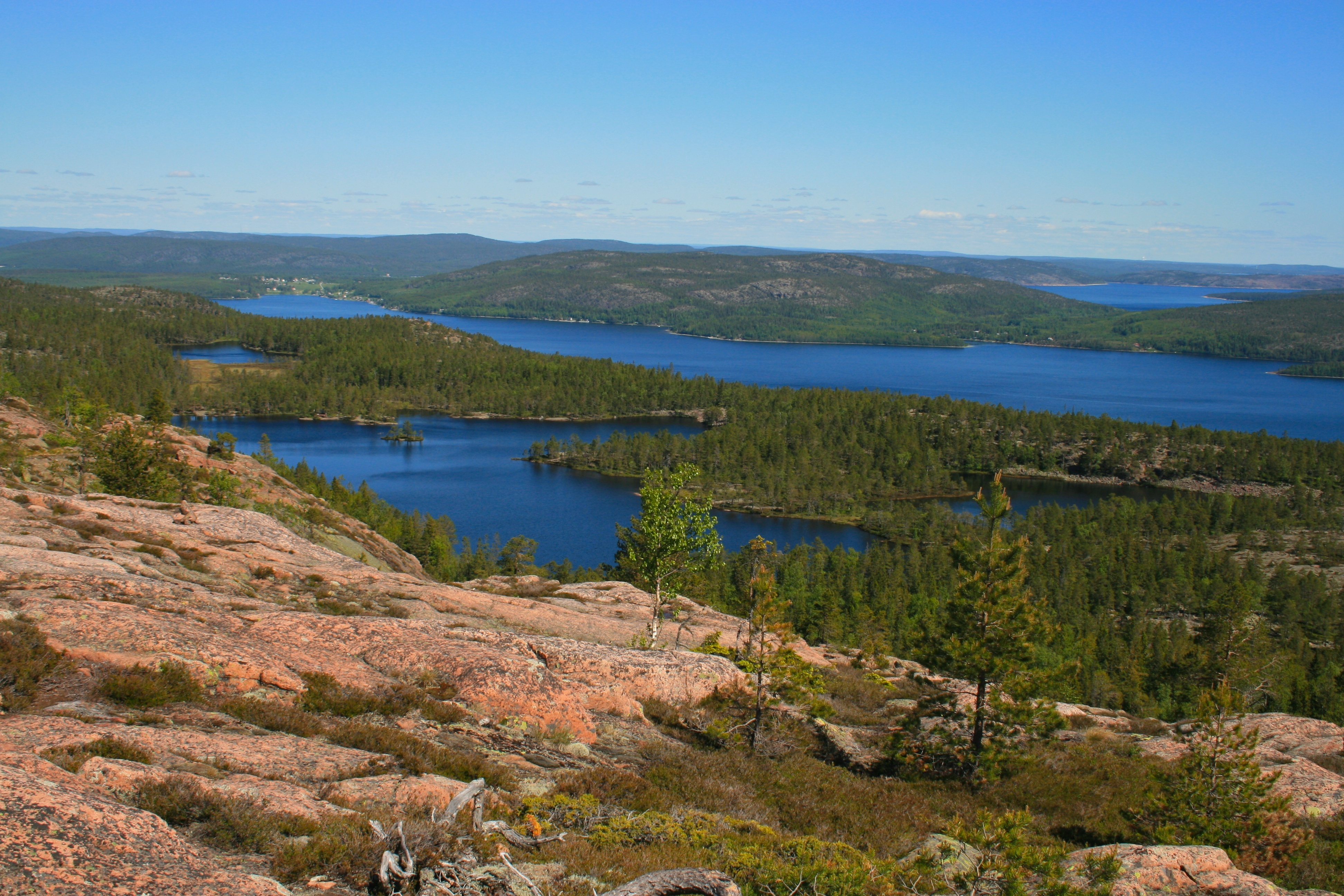
Vista desde el monte Slåttdalsberget. Se puede ver claramente en primer plano el color característico del granito de Nordingrå.

La roca principal del parque es el granito de Nordingrå, perteneciente al macizo de Nordingrå. Se trata de un granito rapakivi, formado hace unos 1500 millones de años. Tiene un característico color rojo brillante y se erosiona con facilidad. Al noreste del parque, también se puede encontrar diabasa, que se formó hace 1200 millones de años en las fallas del macizo de Nordingrå. Dado que el granito forma un sustrato muy pobre en nutrientes, la diabasa constituye por el contrario un terreno muy fértil, que permite una vegetación más rica.
El parque nacional está atravesado por varias fallas, como el resto de la Costa Alta. Estas fallas fueron rellenadas por depósitos que la erosión marina a veces eliminó posteriormente. Uno de los ejemplos más impresionantes de este fenómeno es el Slåttdalsskrevan, al este del parque: una grieta de 40 metros de profundidad y 200 metros de ancho, que es uno de los lugares más visitados del parque. Esta grieta era una falla rellenada por una veta de diabasa, que sin embargo fue erosionada posteriormente, en parte por el mar.

### La Costa Alta

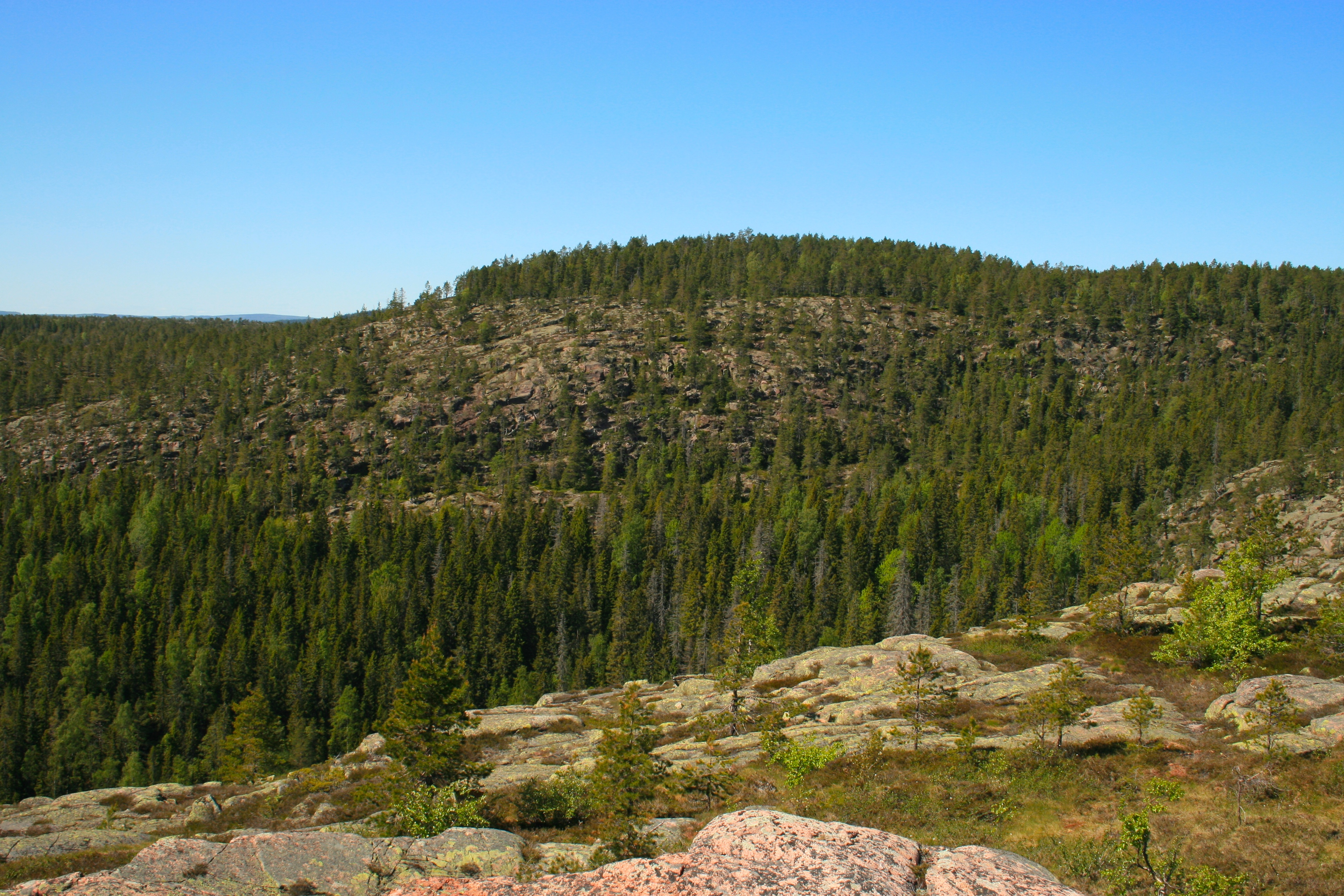
Un Kalottberg (montaña con un pico boscoso) visto desde el Slåttdalsberget, una de las características del rebote postglacial

En el apogeo de la última era glacial, hace 20.000 años, la capa de hielo, que cubría todo el norte de Europa, tenía su centro en el mar, cerca de la Costa Alta. El espesor del hielo alcanzó los 3 kilómetros, ejerciendo una importante presión sobre el suelo, que se situaba así a 800 metros por debajo del nivel actual de la Costa Alta. Cuando el hielo se derritió, el suelo se elevó progresivamente, fenómeno denominado rebote postglacial, a una velocidad de 8 mm (0,31 in) por año. La zona sólo se liberó del hielo hace 9.600 años. Cuando la tierra emergió del lago Ancylus (antecesor del mar Báltico), las olas afectaron al terreno del parque actual. La línea de costa de aquella época se encuentra ahora a una altitud de 285 metros, medida desde Skuleberget, al suroeste del parque nacional, lo que constituye un récord absoluto. Los picos del parque eran islas en aquella época - . El antiguo litoral se hace notablemente visible gracias a los casquetes de vegetación, que cubren las zonas no sumergidas tras el retroceso de los glaciares, lo que explica el nombre de Kalottberg ("casquete de montaña") dado a ciertas montañas de la región y del parque. Estos casquetes de vegetación han podido instalarse ya que, en estos lugares, las morrenas no fueron erosionadas por las olas, y constituyeron así un lugar donde la vegetación pudo fijarse.

El rebote postglacial continúa aún hoy: la isla de Tärnättholmarna, dentro del parque, se está convirtiendo poco a poco en una península, y la bahía de Salsviken es ahora un lago aislado del mar por una pequeña franja de arena.

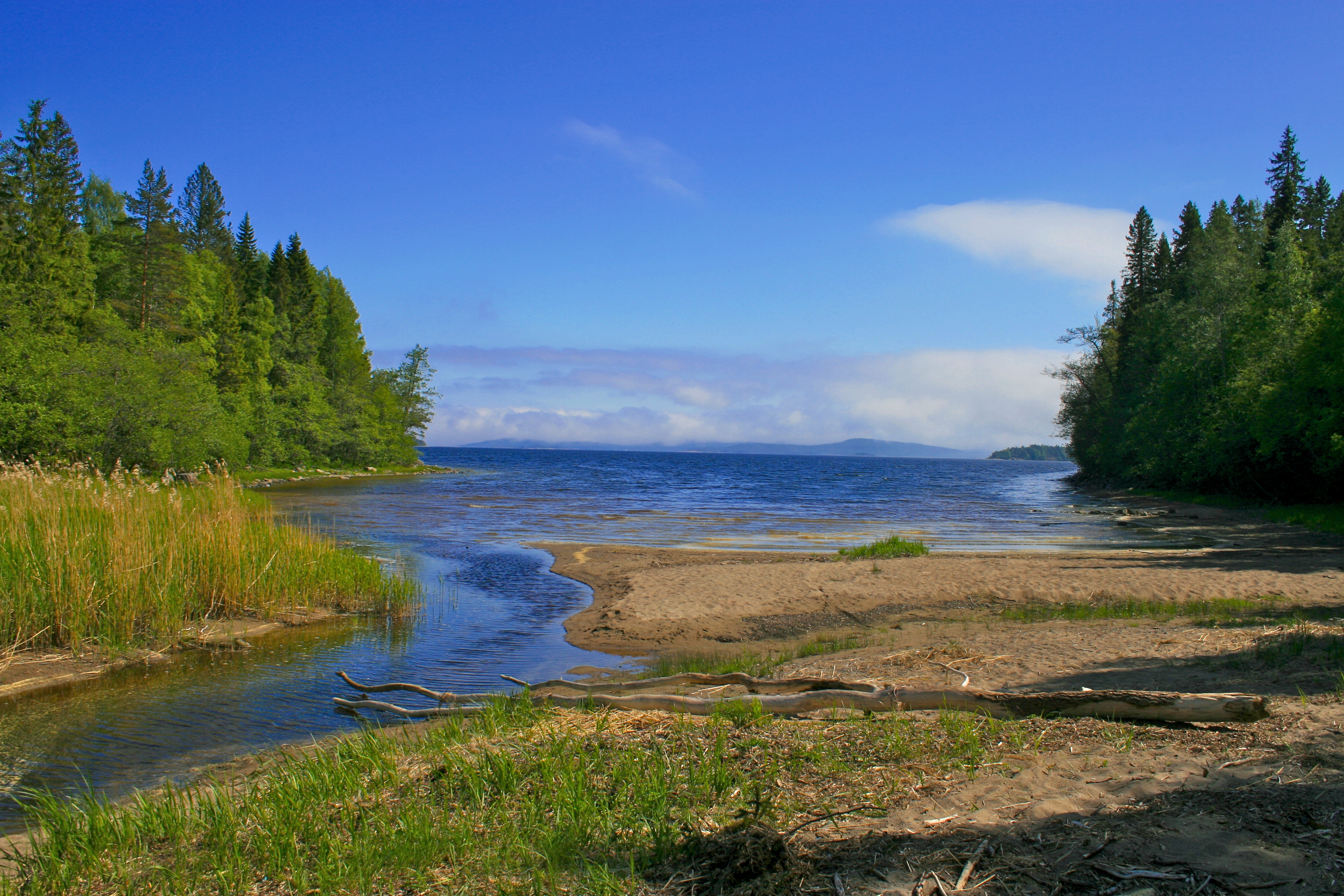
Zona de arena que separa la bahía de Salsviken del mar.
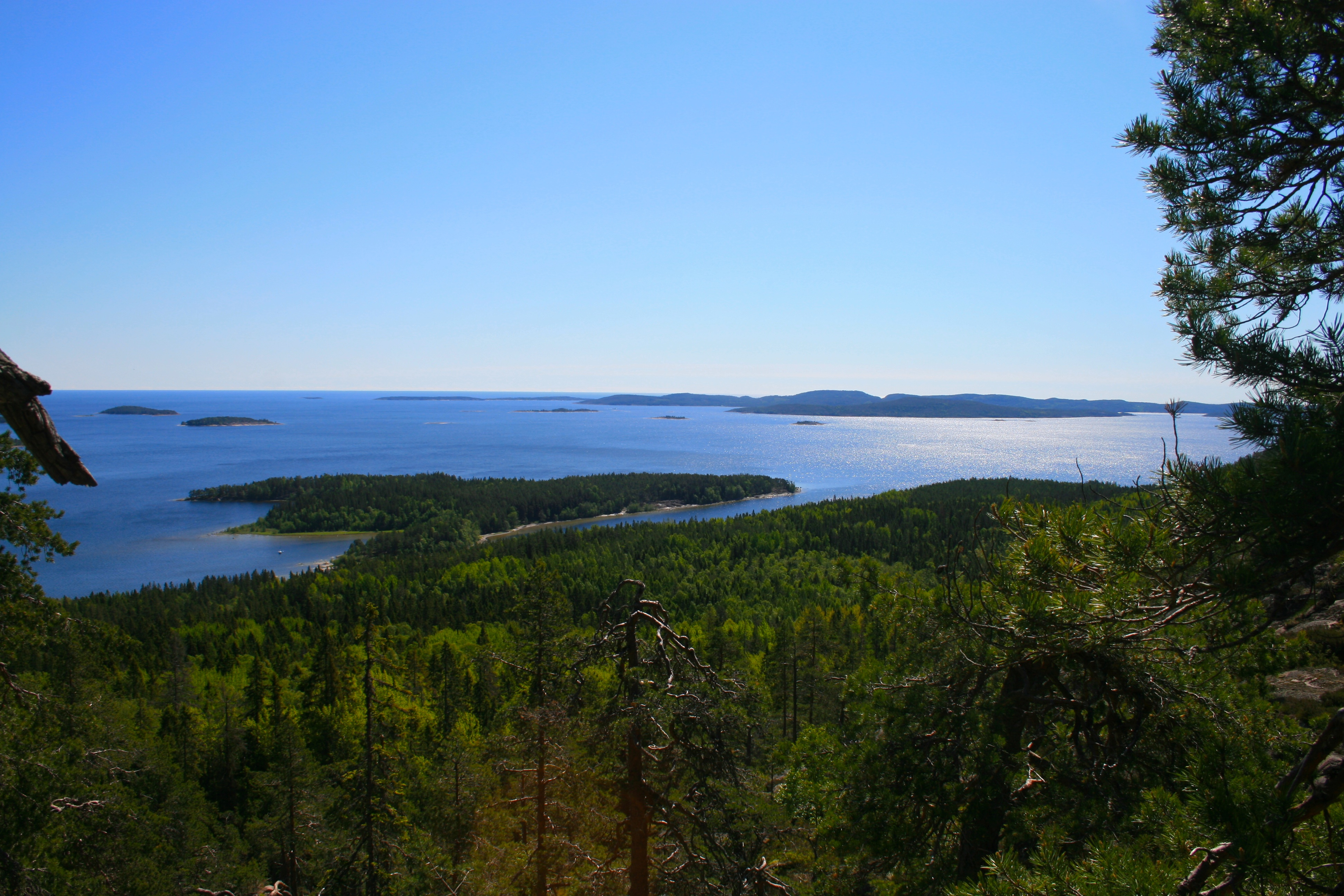
Las islas de Tärnättholmarna, al fondo, son ahora en realidad penínsulas.
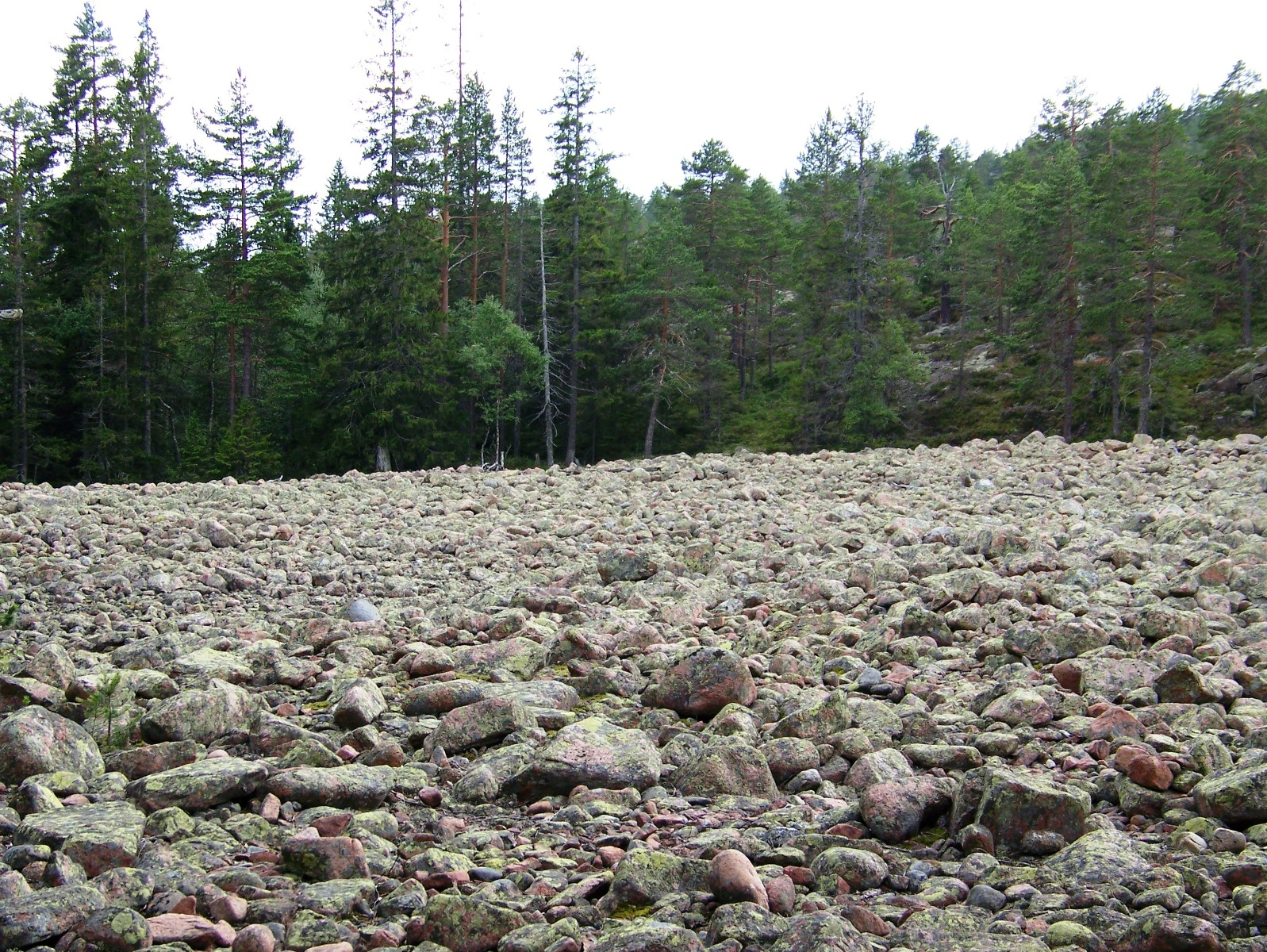
Cascajo pulido por las olas antes de que el rebote postglacial lo sacara del agua.

## Entorno

### Fauna
El parque alberga muchas especies de mamíferos característicos del norte de Suecia, en particular el lince euroasiático (Lynx lynx) y el oso pardo (Ursus arctos), considerados en peligro de extinción en el país. Además de estas dos especies, se pueden encontrar el zorro rojo (Vulpes vulpes), el tejón europeo (Meles meles), la marta europea (Martes martes), el alce (Alces alces), el castor euroasiático (Castor fiber), la foca gris (Halichoerus grypus) y la rata almizclera (Ondatra zibethicus). También se pueden encontrar pequeños mamíferos, como la ardilla roja euroasiática (Sciurus vulgaris), el visón americano (Neovison vison) y el armiño (Mustela erminea). El territorio del lince es mucho más extenso que el propio parque, por lo que no es suficiente para proteger a estos animales. De hecho, la población de linces en la región está disminuyendo, probablemente debido a la fragmentación del hábitat como consecuencia de la ruta europea E4.
En cuanto a las aves, muchas especies también están en la lista de las amenazadas en Suecia, como el arrendajo siberiano (Perisoreus infaustus), el pájaro carpintero de tres dedos (Picoides tridactylus), el colimbo de garganta roja (Gavia stellata), el halcón abejero europeo (Pernis apivorus), el ratonero común (Buteo lagopus) la curruca verdosa (Phylloscopus trochiloides), el papamoscas pechirrojo (Ficedula parva), el alcaudón dorsirrojo (Lanius collurio), el cascanueces moteado (Nucifraga caryocatactes), el rosalero común (Carpodacus erythrinus) y el escribano hortelano (Emberiza hortulana). El parque también alberga importantes poblaciones de pito real (Picus canus), grulla común (Grus grus), garza real (Ardea cinerea), chochín común (Troglodytes troglodytes), torcaz común (Jynx torquilla) y urogallo (Tetrastes bonasia).
Los ríos y lagos del parque son relativamente pobres. Albergan principalmente percas europeas (Perca fluviatilis) y truchas marrones (Salmo trutta), pero el arroyo Skravelbäcken también alberga truchas de arroyo (Salvelinus fontinalis). En el mar hay arenques del Atlántico (Clupea harengus), pero también lucios del norte (Esox lucius), truchas y percas, ya que el mar Báltico tiene una baja salinidad.

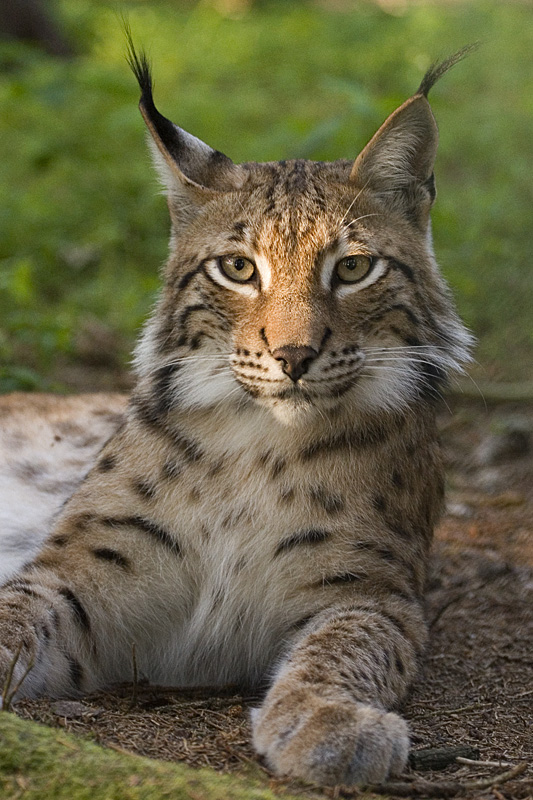
Un lince euroasiático

Se sabe poco de los insectos del parque. Es la zona más rica en escarabajos del condado.

### Flora

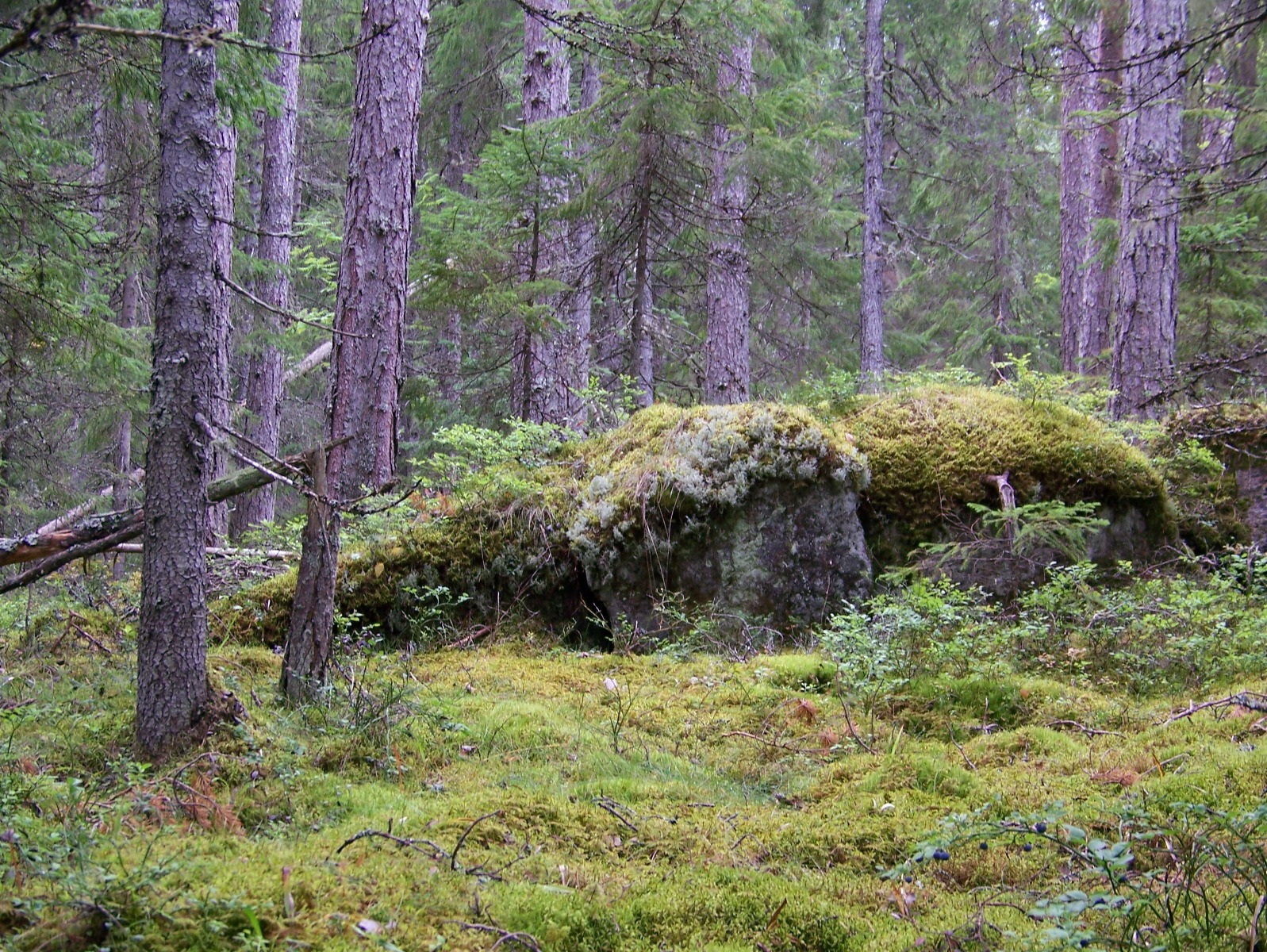
El bosque del parque

Skuleskogen está situado en el límite norte del área de distribución de varias especies vegetales. Así, en el parque están presentes varias especies de árboles caducifolios, como el tilo de hoja pequeña (Tilia cordata), el avellano común (Corylus avellana), la rosa guelder (Viburnum opulus) y el arce de Noruega (Acer platanoides). La presencia de estas especies se considera más una reliquia de una época más cálida que una característica de los tiempos actuales. Su supervivencia ha sido posible gracias a las inusuales condiciones que se dan al pie de ciertas montañas denominadas Sydväxtberg (literalmente "montaña de vegetación meridional"): la orientación de la cara de la roca hacia el sol y la humedad provocada por la montaña ofrecen un microclima favorable que, junto con el suelo fértil, permite que prosperen plantas que normalmente no crecen en una latitud tan elevada.
Sin embargo, el bosque caducifolio sólo cubre 42 hectáreas, apenas más del 1,4% de la superficie del parque. Por tanto, el bosque es principalmente de coníferas, característico de la ecorregión de la taiga escandinava y rusa. Este bosque está formado principalmente por píceas (Picea abies), pero en la frontera con las zonas áridas, la especie principal es el pino silvestre (Pinus sylvestris). Los pinos dominan porque los incendios forestales son menos frecuentes que antes, ya que el abedul y el pino silvestre son las primeras especies que vuelven a crecer después de un incendio. Parece que los incendios se produjeron de forma natural a lo largo de la historia, pero no ha habido ningún incendio desde hace dos siglos, ya que los humanos luchan activamente contra su propagación. La edad máxima de los árboles del bosque es de 100 años, pero algunos pinos han llegado a los 500 años, siendo especialmente inaccesibles y, por tanto, salvados de los madereros. Sin embargo, en los últimos 100 años, el bosque ha recuperado parcialmente la riqueza que caracteriza a los bosques antiguos.

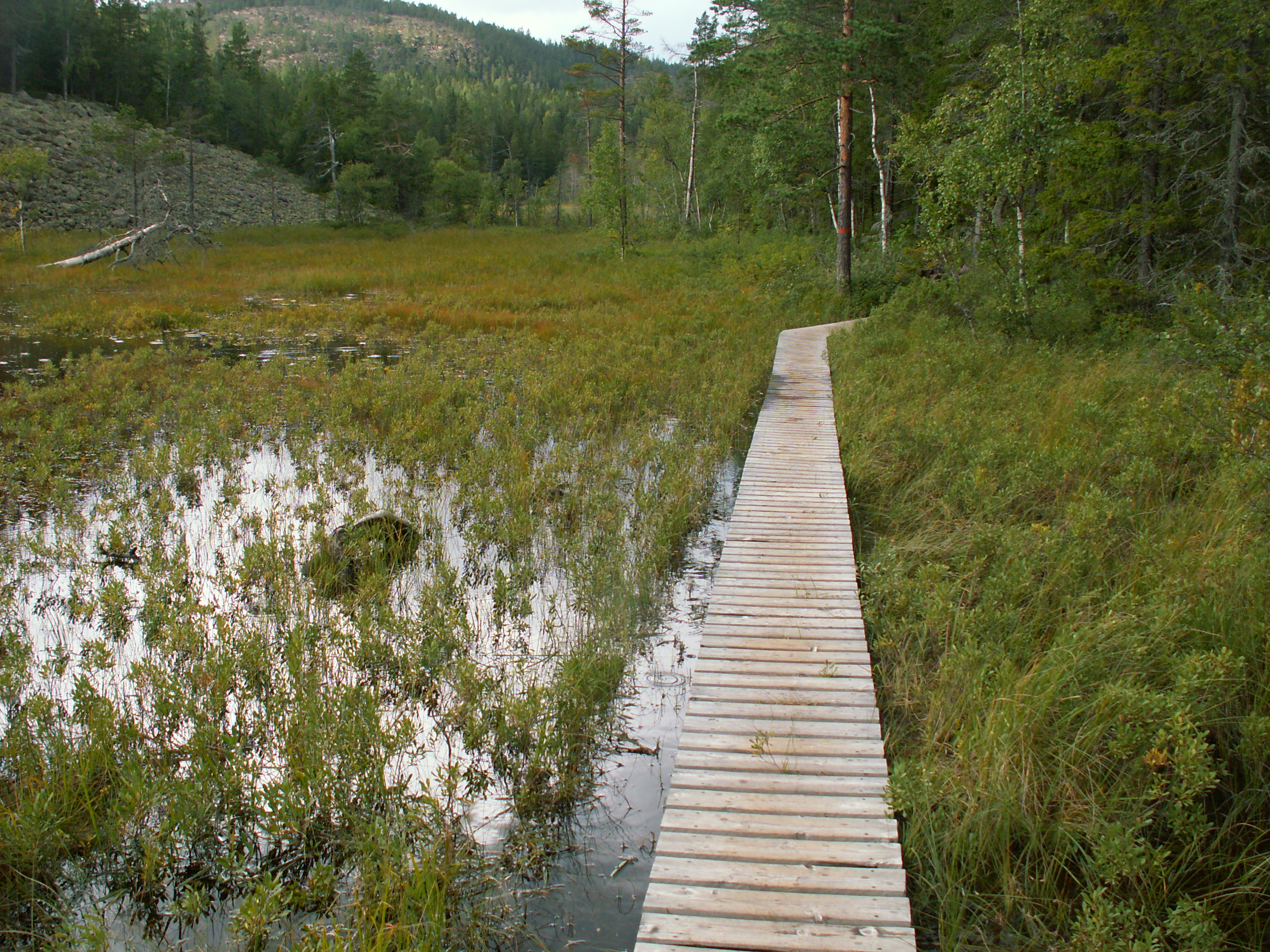
Un pantano en el parque

En los bosques de coníferas se pueden encontrar varios arbustos, de los cuales los más comunes son el arándano azul (Vaccinium myrtillus), el arándano rojo (Vaccinium vitis-idaea), el Melampyrum sylvaticum y la hierba de las heridas (Solidago virgaurea). En los suelos más ricos, también se puede encontrar la Hepatica nobilis, el cardo azul alpino (Cicerbita alpina), la lechuga de pared (Mycelis muralis), así como varias especies de helechos, como el helecho gusano (Dryopteris filix-mas) y la mariquita común (Athyrium filix-femina).
Una gran parte del parque (36%) está formada por roca desnuda, por lo que es un sustrato pobre para la vegetación. Los principales árboles son pinos enanos que no han sido afectados por la tala y que, por tanto, pueden tener hasta 500 años. Además de estos pequeños árboles, la vegetación es casi en su totalidad de carácter arbustivo, con brezo común (Calluna vulgaris), enebro común (Juniperus communis) o gayuba (Arctostaphylos uva-ursi). Estas zonas también albergan un gran número de especies de musgos y líquenes.
Muchos musgos y líquenes del parque se consideran en peligro de extinción en Suecia, en particular la Dolichousnea longissima, que es ahora el símbolo del parque.

## Protección

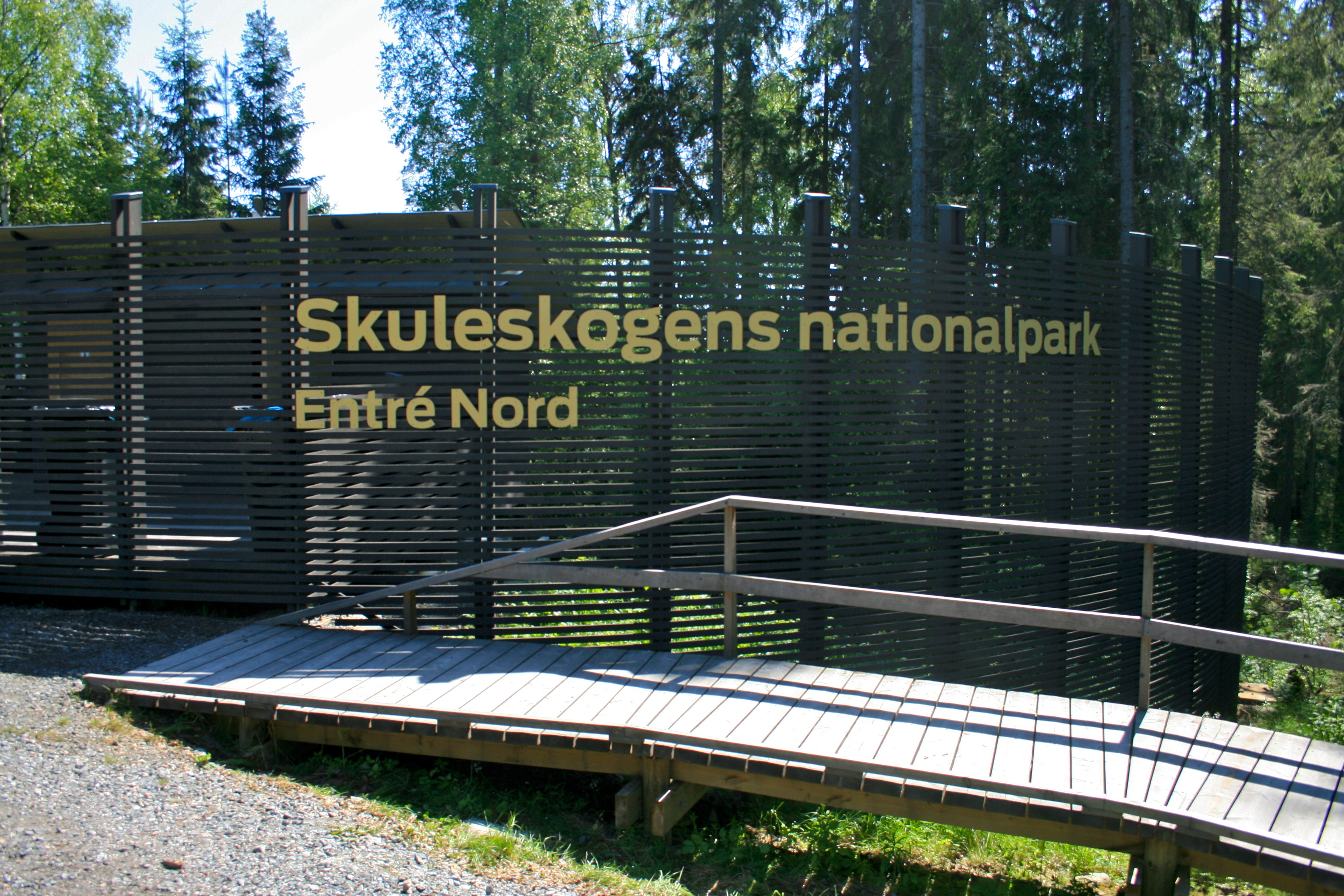
La entrada del norte del parque, abierto en 2010

Al realizar un gran inventario del medio ambiente del condado a mediados de la década de 1960, Skuleskogen llamó la atención por su gran valor natural. Por ello, en 1968 se decidió proteger una parte del macizo. En 1971, el plan de gestión de los territorios de Suecia hizo que la Costa Alta fuera clasificada como zona de interés nacional, y a continuación, en 1974, una parte de la zona fue clasificada como reserva natural temporal. Sin embargo, surgió un conflicto entre los propietarios de los terrenos y las autoridades de protección de la naturaleza, ya que estas últimas sostenían que no se podía explotar el bosque y que la zona debía ser clasificada como parque nacional. Para lograrlo, el terreno tendría que haber sido comprado por el Estado, pero los propietarios de las tierras no aceptaron el trato de que se les dieran áreas equivalentes de bosque en las cercanías. Sin embargo, la empresa NCB, que poseía alrededor del 70% del terreno, tenía grandes dificultades financieras y tuvo que vender sus tierras; por ello, el estado pudo comprar los terrenos dentro del parque propuesto, así como algunos de los terrenos circundantes, para compensar a los demás propietarios. Por ello, el condado propuso en 1978 la creación de un parque natural a Naturvårdsverket, que transmitió la propuesta al año siguiente al gobierno. Sin embargo, la decisión no se tomó porque algunas partes del parque propuesto seguían siendo de propiedad privada. En consecuencia, la zona sólo se clasificó como reserva natural en 1979.
La creación del parque nacional tuvo lugar en mayo de 1984. El motivo oficial de la creación del parque fue "preservar un paisaje costero muy deforestado, de terreno rocoso y valles fracturados, en un estado relativamente intacto, donde la fauna y la flora puedan desarrollarse libremente". Las negociaciones para la compra de los terrenos no pudieron completarse en el caso de algunas propiedades, por lo que los terrenos en cuestión quedaron protegidos como reserva natural. En 1991 se añadió una zona al noroeste del parque, al descubrirse que allí crecía una especie de liquen en peligro de extinción (Dolichousnea longissima). En 1996, la zona se incluyó en la Red Natura 2000, y en 2000, el parque fue importante para que la Costa Alta se convirtiera en Patrimonio Mundial de la UNESCO. La zona así clasificada fue ampliada por la UNESCO en 2006 con la inclusión del archipiélago finlandés de Kvarken, pasando a llamarse toda la zona Archipiélago de Kvarken/Costa Alta. En 2009, el parque se amplió de nuevo con la adición al noroeste y al sur de terrenos procedentes de la reserva natural de Skuleskogen.

## Administración
Como la mayoría de los parques nacionales de Suecia, la gestión y la administración están divididas entre la agencia sueca de protección del medio ambiente (Naturvårdsverket) y el consejo de administración de los condados suecos (Länsstyrelse). Naturvårdsverket se encarga de proponer nuevos parques nacionales, previa consulta con los consejos de administración de los condados y municipios; su creación es refrendada por el voto del Parlamento sueco. A continuación, el Estado adquiere los terrenos, por mediación de Naturvårdsverket. La gestión del parque es entonces principalmente responsabilidad del condado; en el caso de Skuleskogen, se trata del consejo administrativo del condado de Västernorrland.
El parque está dividido en tres zonas, cada una de ellas con una finalidad, para conciliar la protección del parque y la acogida de los turistas. La mayor parte (65%) del parque está clasificada como zona I, es decir, como zona de baja actividad: este espacio es el corazón del parque y cuenta con escasas infraestructuras turísticas, por lo que el entorno permanece intacto. El tercio oriental del parque está clasificado como zona II, la zona de alta actividad. En esta zona se encuentran la mayoría de los senderos y cabañas, así como los lugares más populares. Por último, una parte muy pequeña (150 hectáreas) está clasificada como zona III, siendo la zona más próxima a las entradas. Esta zona puede acoger a un gran número de visitantes antes de canalizarlos hacia los senderos principales.

## Turismo

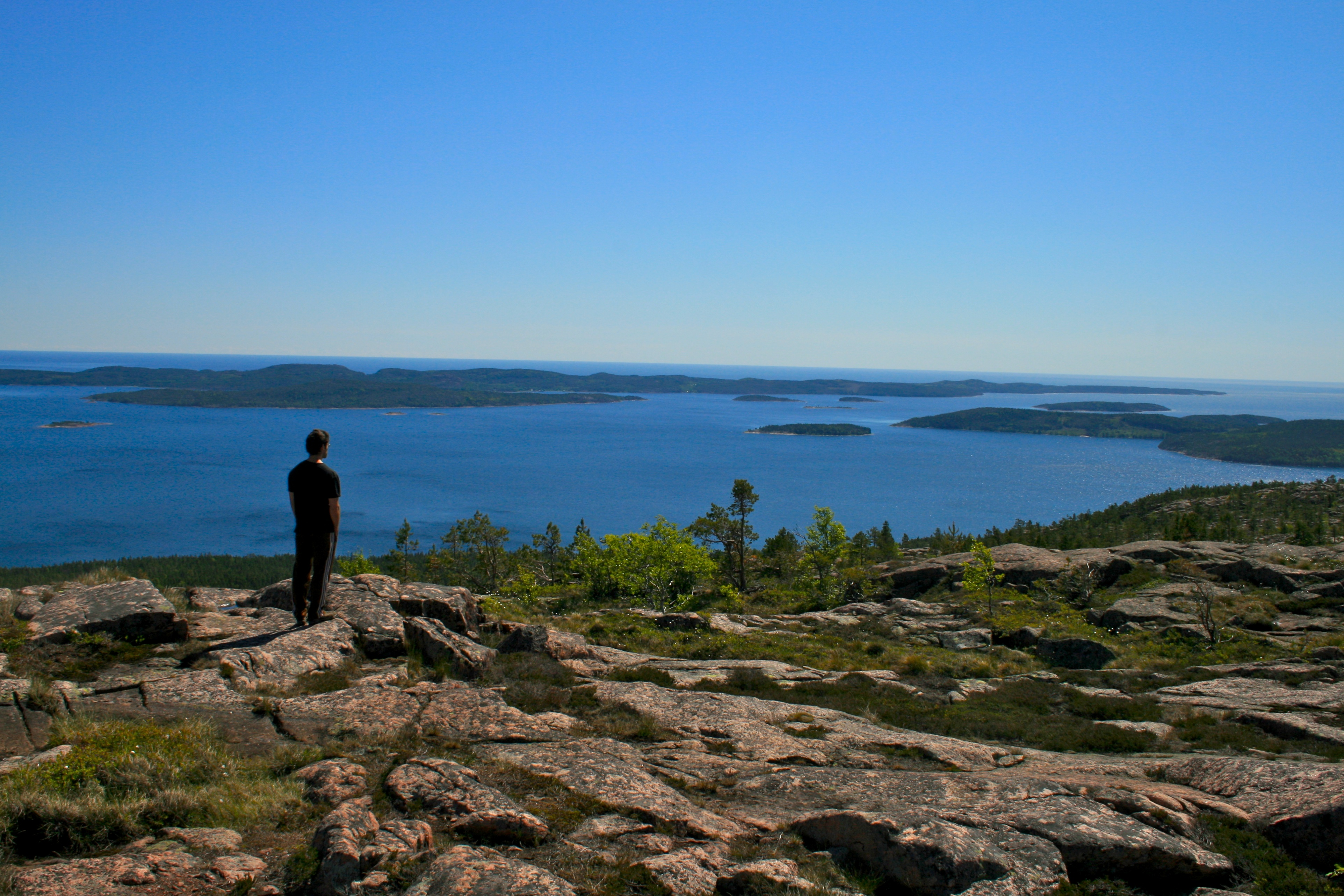
Vista del archipiélago de Slåttdalsberget

El parque es muy accesible y su ubicación en el corazón de la Costa Alta, declarada Patrimonio de la Humanidad por la UNESCO, le hace ganar 20.000 visitantes al año, lo que es relativamente mucho, dada su ubicación en Norrland.
El parque tiene tres entradas, una al norte, otra al sur y otra al oeste, siendo la entrada norte la principal. Las tres entradas están cerca de la ruta europea E4, que es la principal carretera del norte de Suecia y que atraviesa el país de punta a punta. Cerca de estas entradas se puede encontrar aparcamiento y paneles informativos sobre el parque. Es posible pasar la noche en el parque en uno de los cinco refugios (Norrsvedjebodarna, Tärnettvattnen, Tärnettholmarna, Tärnettsundet y Näskebodarna). Estas eran casas privadas antes de la fundación del parque. También es posible acampar en los campamentos dedicados.
Muchas rutas de senderismo atraviesan el parque, especialmente en su tercio más oriental. En particular, la gran ruta de senderismo Höga Kustenleden (la ruta de la Costa Alta) atraviesa el parque de norte a sur a lo largo de 8,7 kilómetros. Este sendero puede constituir además un medio de acceso al parque desde los pueblos de Docksta y Bjästa, a los que se puede acceder en transporte público. Además del senderismo, también es posible descubrir el parque esquiando en invierno; su topología permite incluso el esquí alpino. También es posible practicar kayak a lo largo de la costa y bañarse, en particular en las playas de arena de Tärnättholmarna o en la laguna de Salsviken, al norte, donde el agua puede alcanzar temperaturas más cálidas. Está permitido ir en bicicleta por el sendero que bordea la costa.

El lugar más visitado del parque es probablemente la grieta de Slåttdalsskrevan, pero también son populares las vistas del archipiélago desde la cercana cumbre de Slåttdalsberget, así como los cairns funerarios de la Edad de Bronce.

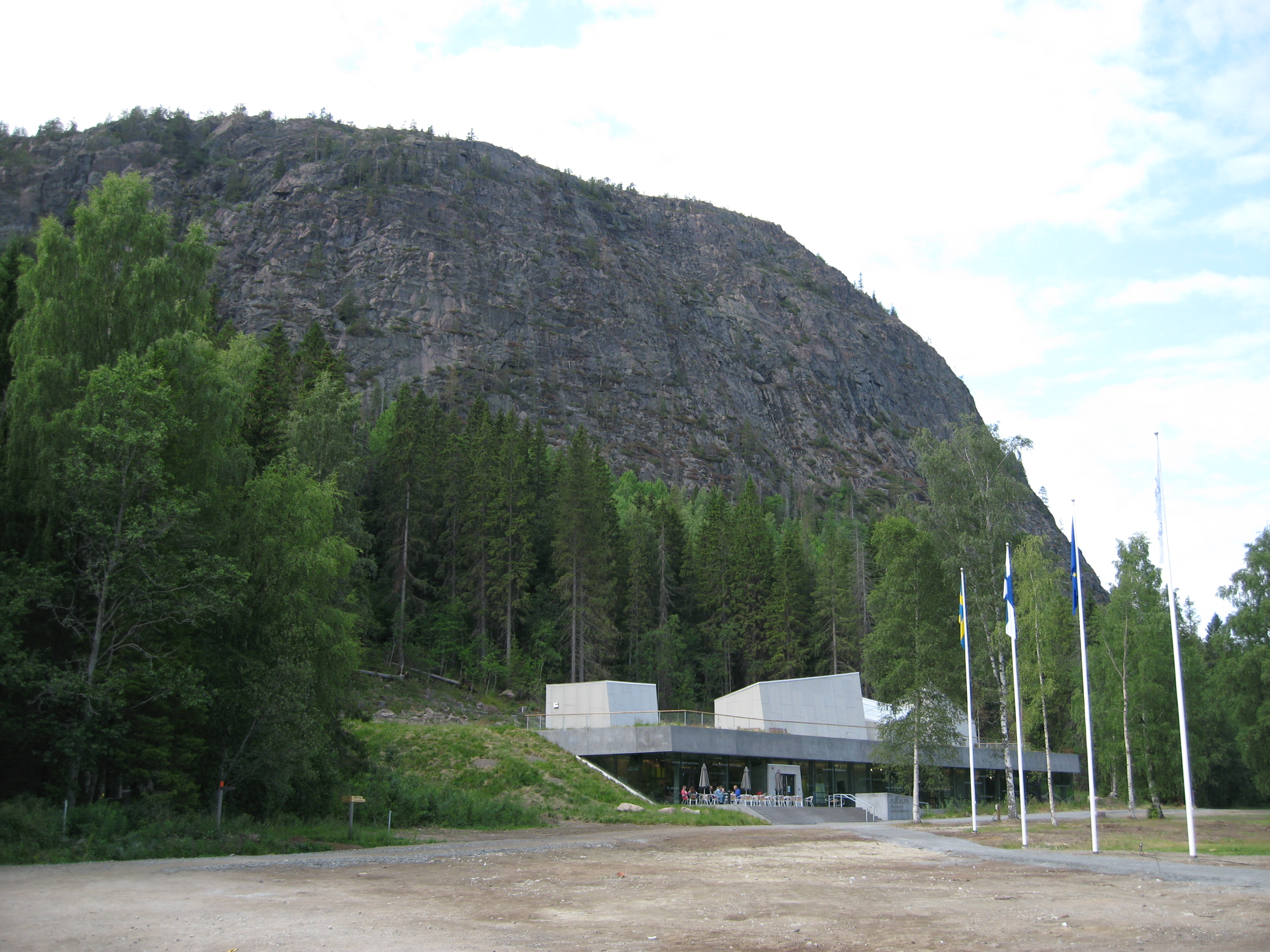
El naturum Höga kusten alberga exposiciones permanentes sobre la Costa Alta.
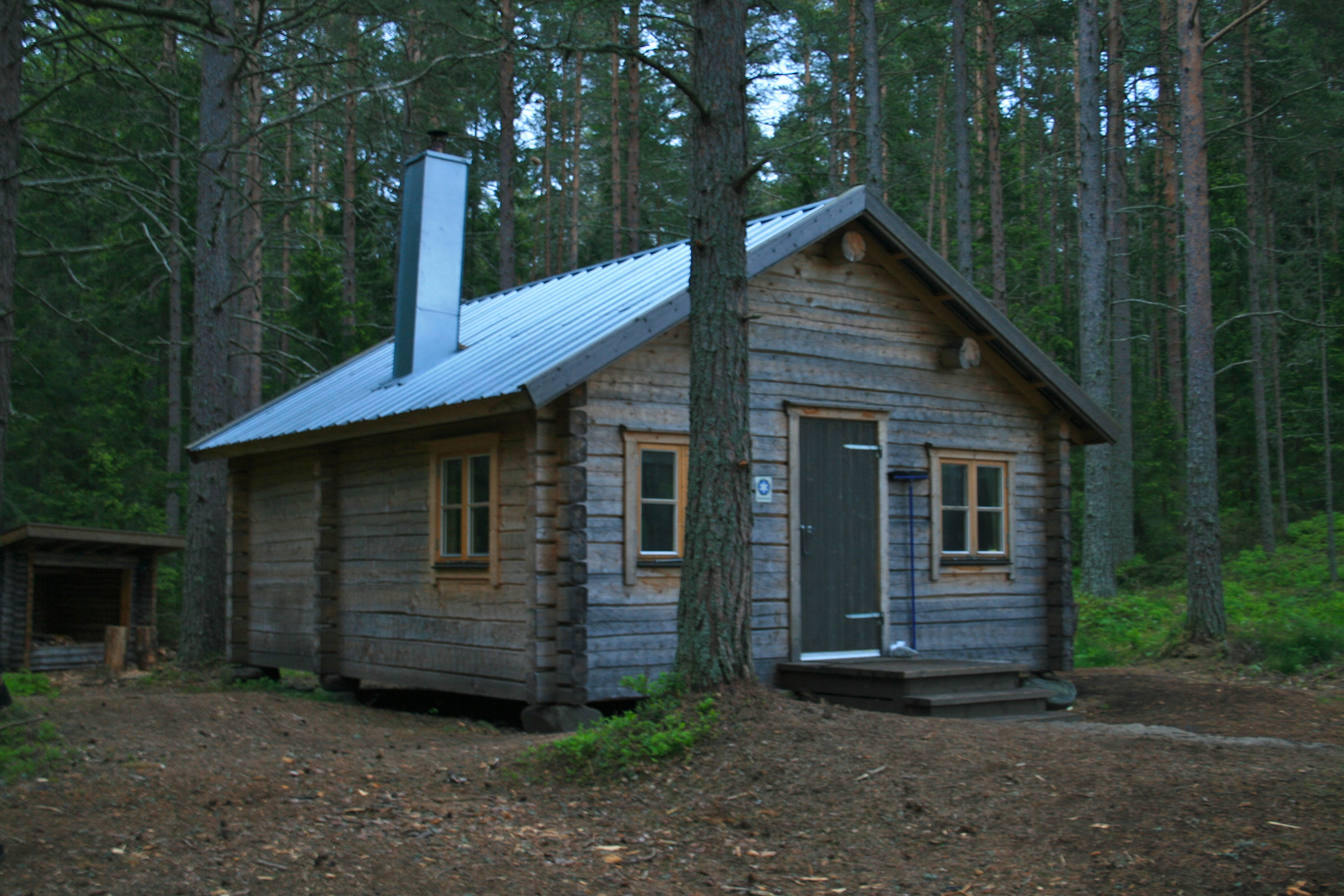
El refugio de Tärnättholmarna.
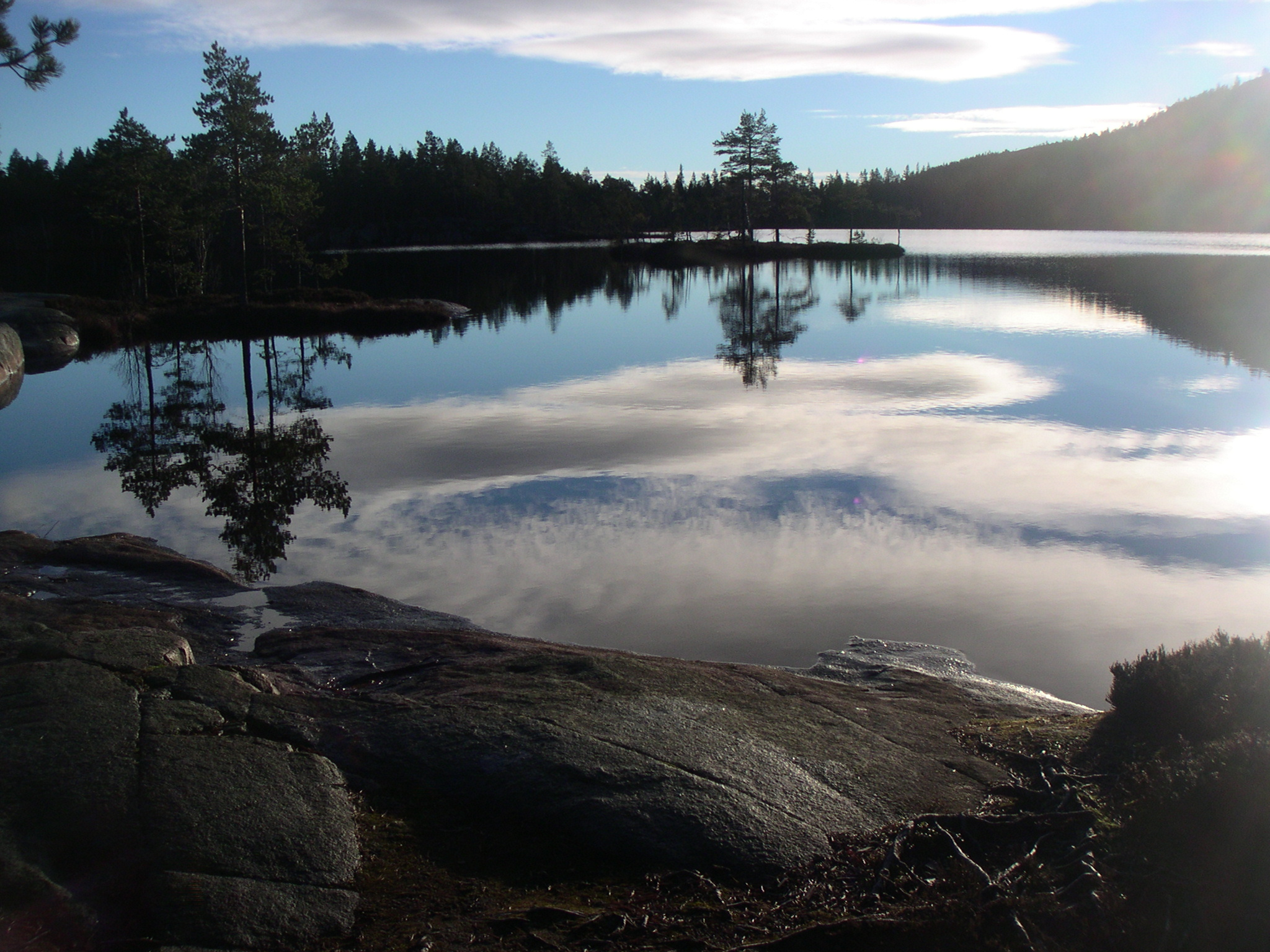
Tärnetvattnen

## Skuleskogen en la cultura popular
Skuleskogen es el escenario de la novela Los bandidos del bosque de Skule (Rövarna i Skuleskogen) de Kerstin Ekman. El libro cuenta la historia de Skord, un trol de apariencia humana del bosque de Skule. Su curiosidad por los humanos le lleva a vivir numerosas aventuras a lo largo del tiempo (es inmortal). El título hace referencia a una leyenda local, según la cual unos ladrones llegaron a la zona en el siglo VII, pero fueron rechazados por los habitantes de la zona. Tuvieron que refugiarse en la cueva Skulegrottan, no muy lejos del parque. Estos bandidos cometieron numerosas fechorías, atacando a los que cruzaban el bosque. Acabaron por ser delatados por un joven campesino que consiguió unirse a su grupo diciendo que los aldeanos también le habían rechazado.

En 1984, Slåttdalskrevan fue el lugar de rodaje de la película Ronya, la hija del ladrón, una adaptación del libro infantil homónimo de Astrid Lindgren.

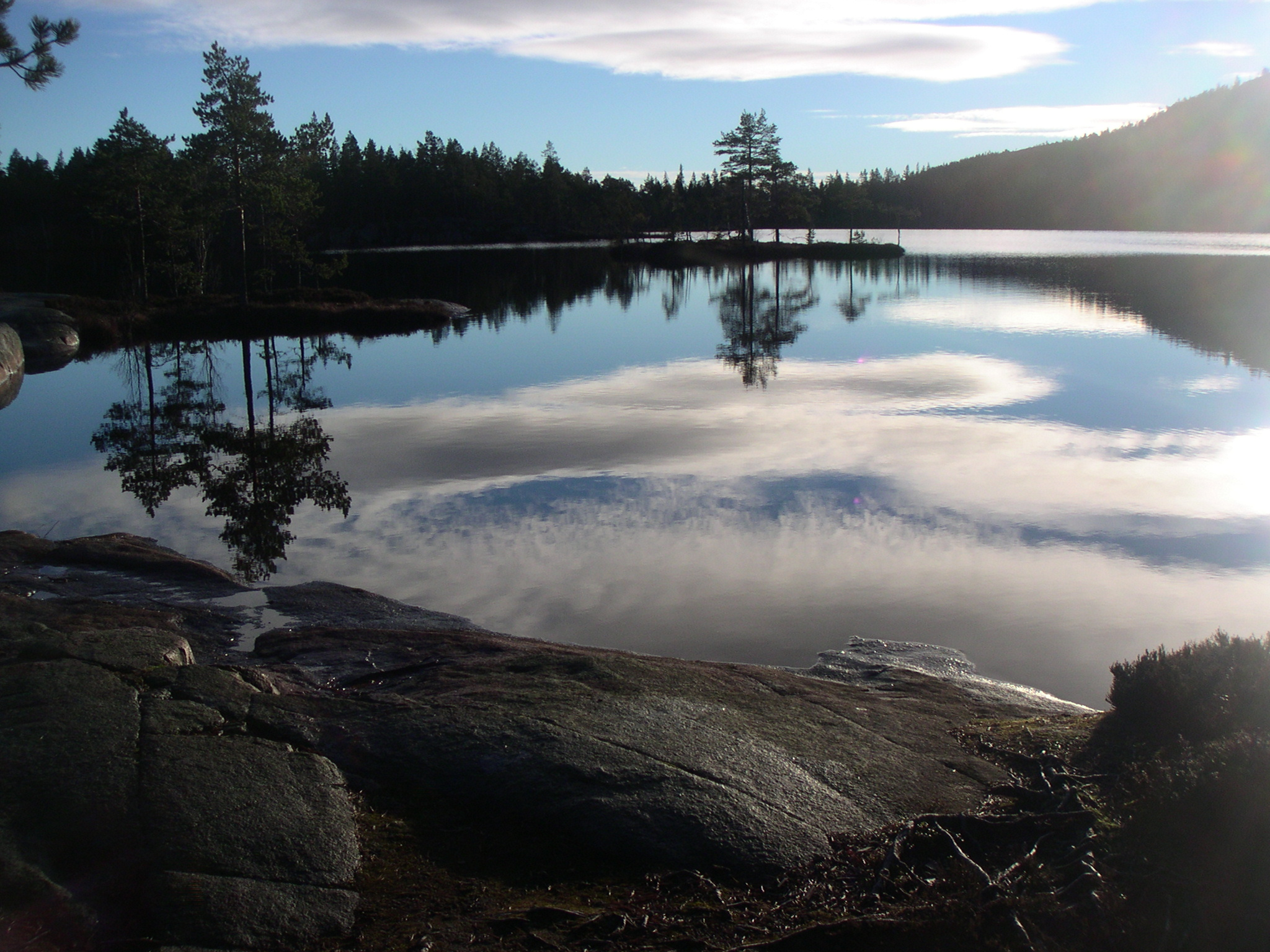
Tärnetvattnet
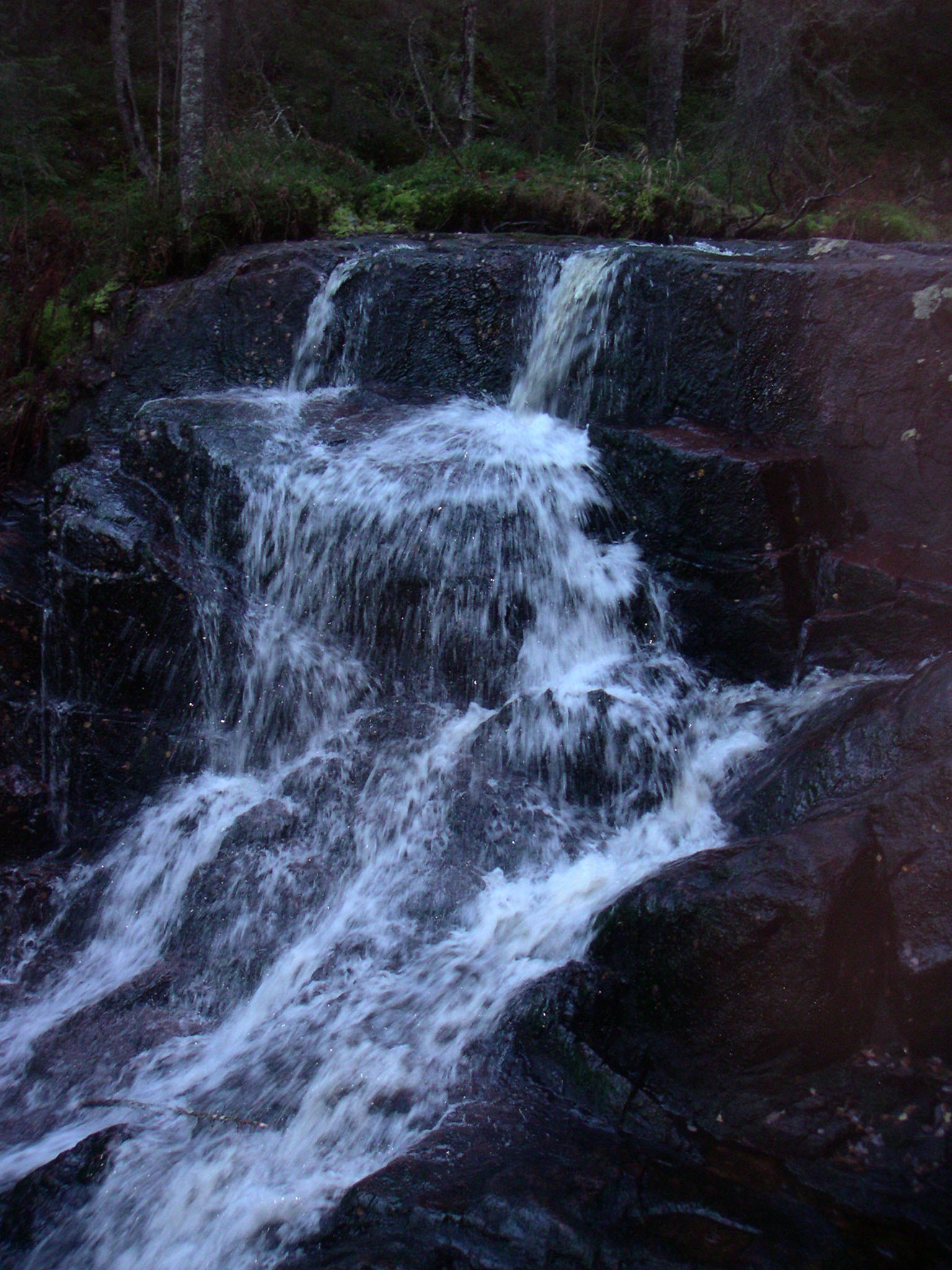
Skravelbäcken
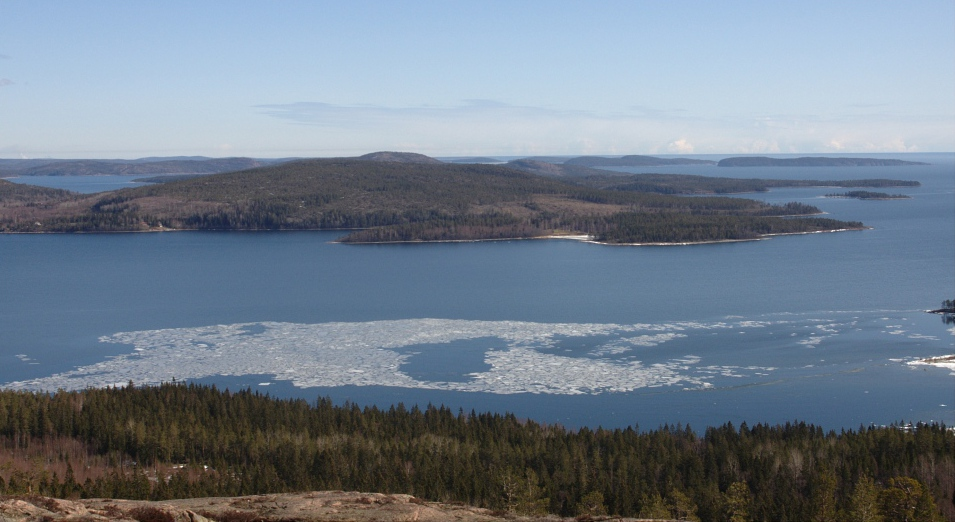
Vista sobre el Golfo de Bottnia de Slottdalsberget
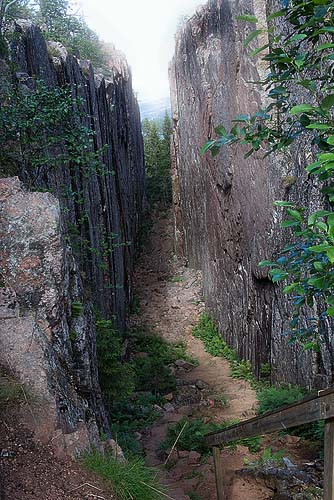
Slottdalsskrevan